# Хавиер Санети
Хавиер Аделмар Санети (на испански: Javier Adelmar Zanetti, фамилията на италиански Дзанети) е бивш аржентински футболист от италиански произход, който от 1995 г. играе за италианския Интер. Неговата титулярна позиция е тази на десния бек. Той играе за отбора от Милано от 1995 г. и е негов капитан от 1999 г. Санети е клубна легенда за Интер със записани 857 мача във всички турнири, от които 614 в Серия А и 162 в международните турнири. Санети е участвал на две световни първенства и е футболистът с най-много участия за Аржентинския национален отбор – 145.
Наричан Pupi в Аржентина, Санети получава прозвището Il Trattore (Тракторът), след като се премества в Италия, заради неговите сила, подвижност, енергия и способност да преодолява противниковите играчи, когато от защита се включва в нападение. Откакто поема капитанската лента на Интер е наричан още и Il Capitano (Капитанът). В негова чест фланелката с номер 4 в Интер е извадена от употреба.
Извън футбола Санети се занимава с благотворителна дейност.

## Ранен живот
Санети е роден в Буенос Айрес и израства в пристанищната област на града – „Док Суд“. Учи и работи едновременно, като помага на баща си в зидарството, а успоредно с това разнася мляко и работи в бакалията на братовчед си, като не пренебрегва и страстта си към футбола. Започва да играе футбол на терена в предградията на града и лично се грижи за поддръжката на игрището.

## Клубна кариера

### Атлетико Талерес
След като бива отхвърлен от младежките формации на аржентинския Индепендиенте, Санети се присъединява в отбора на Талерес (втородивизионен тим по това време), но скоро, през 1993 г. преминава в първодивизионния Банфилд.

### Банфилд
Дебютира за Банфилд на 12 септември 1993 г. в домакински мач срещу Ривър Плейт. Първият му професионален гол за Банфилд е на 29 септември 1993 г., в мач срещу отбора на Нюъл Олд Бойс, който завършва с резултат 1 – 1. Неговите отлични изяви с отбора, го превръщат не само в един от най-обичаните играчи сред феновете на „Ел Таладро“, но му осигуряват и място в националния отбор. През 1994 г. Санети е искан от двата гиганта Ривър Плейт и Бока Хуниорс, но той решава да остане още една година в клуба, а през 1995 г. преминава в редиците на италианския ФК Интер, като с това става първата покупка на президента Масимо Морати.

### Интер
Дебютът си за Интер изиграва на 27 август 1995 г. в домакински мач срещу отбора на Виченца. Оттогава-насам Санети е излизал с черно-синята фланелка в над 600 официални мача. За всичкото време прекарано в клуба е спечелил 7 трофея: Купата на УЕФА през 1998 г., като отбелязва втория гол на финала с изстрел извън наказателното поле; Копа Италия през 2005 г. и 2006 г.; Италианската Суперкупа през 2005 г. и 2006 г.; Скудето през сезони 2005 – 2006 и 2006 – 2007.
Качествата на Санети са го превърнали в уважаван футболист навсякъде по света. Понякога е критикуван за това че е твърде любезен на терена, но това се компенсира с неговото постоянство, сигурност и надеждност, които демонстрира в отбора на Интер. Поради това, Санети е награден с капитанската лента на клуба, предадена му от легендарния защитник Джузепе Бергоми и в днешни дни е наричан Il Capitano (Капитанът). Като част от отбора в последните 13 сезона и с над 600 изиграни мача, той е играчът с най-дълъг стаж в клуба, а в цялостната история на Интер за футболисти с най-много мачове, заема второ място, като е единствено зад Джузепе Бергоми (758). Според феновете на „нерадзурите“, Санети е един от най-великите играчи, които някога са носили черно-сините цветове.
„Интер означава много за мен“, заявява Санети, „Това бе първия отбор отворил вратите към Европейския футбол. Бях много млад, когато пристигнах тук и мисля, че не много отбори биха имали толкова много вяра и търпение към едно момче едва навършило 20 години, още от първия ден, както Интер имаха към мен. Винаги ще бъда благодарен за това. По някаква причина, тук в Интер винаги съм се чувствал като у дома и затова никога не съм си и помислял да напусна отбора.“
 От януари 2009 г. се навършват девет години от последния червен картон на Санети. Последният такъв случай е на 17 февруари 1999 г., в мач за Копа Италия срещу отбора на ФК Парма. Санети казва: „Не съм спорил с рефери, но бях много разочарован, когато преди няколко години Браши ми показа първия червен картон в мача срещу Парма. Нямах никаква вина, а той ме изгони.“
Санети прекъсва 4-годишна голова суша с гола, който отбелязва на 5 ноември 2006 г. в домакинския мач срещу отбора на Асколи Калчо 1898, като последния път когато се бе разписвал е 6 ноември 2002 г. в мач срещу Емполи.
На 27 септември 2006 г. срещу отбора на Байерн Мюнхен, Санети изиграва своя професионален мач номер 500 за отбора на Интер. На 22 ноември 2006 г. изиграва своя мач номер 100 в турнира за купата на УЕФА, в мач срещу отбора на Спортинг Лисабон, а на 24 ноември 2007 г., домакинския мач на Интер срещу Аталанта, завършил 2 – 1, е номер 400 за Санети в шампионата на Серия А.
След привличането на Майкон в отбора на Интер, Санети е преквалифициран от десен защитник в полузащитник.
В Интер, Санети е имал 15 различни треньора, като това го прави единствения футболист, играл под ръководството на толкова треньори. Текущият му договор с Интер изтича през 2010 г.
Капитанът на Интер е врекъл бъдещето си в отбора, като се надява след като приключи футболната си кариера, да заеме пост в ръководството на клуба.
На 22 май 2010 г., в мач номер 700 с черно-синята фланелка, Хавиер Санети вдига купата на Шампионската лига, след победа на финала над Байерн Мюнхен с 2 – 0.
На 10 май 2014 г. Санети изиграва последния си мач в кариерата, като влиза през второто полуреме в мач срещу отбора на Лацио, който завършва 4 – 1 за нерадзурите.

## Национален отбор
За Аржентина, Санети има 136 мача (в края на 2009 г.), като прави дебюта си на 16 ноември 1994 г. срещу отбора на Чили под ръководството на треньора Даниел Пасарела. Оттогава-насам е представял страната си на две световни първенства – през 1998 г. и 2002 г. Също така е бил част от отбора спечелил сребърните медали на Лятната Олимпиада през 1996 г. в Атланта, САЩ.
 На Световното първенство през 1998 г., отбелязва гол на Англия, след заучено изпълнение на непряк-свободен удар.
След като Роберто Аяла се контузва в последния момент преди започването на турнира, Санети е капитан на Аржентинския национален отбор, воден тогава от треньора Марсело Биелса, на световното първенство през 2002 г.
Хавиер Санети, празнува своя мач номер 100 с националната фланелка на 26 юни 2005 г., като помага на Аржентина да спечели полуфинала на Купа на Конфедерациите срещу отбора на Мексико. В този мач Санети получава наградата „Играч на мача“.
След като е част от националния отбор по време на квалификационния цикъл, Санети не бива повикан за участие на Световното първенство през 2006 г. от треньора Хосе Пекерман, а вместо него изненадваща покана получава Лионел Скалони, ход който озадачава много фенове и медии.
„Не знам дали има някакви футболни или не-футболни причини. Аз мога да спя спокойно вечер, защото съм дал много на моя национален отбор и все още се чувствам играч на Аржентина. Сигурно не съм типа играч, който Пекерман иска.“, коментира Санети след като не бива повикан в крайния състав.
На това СП, Аржентина отпада на дузпи от Германия, до които се стига след извършването на две фрапиращи смени от Хосе Пекерман.
Новия треньор Алфио Базиле, повиква Санети за приятелската среща срещу Франция на 7 февруари 2007 г. Санети изиграва пореден добър мач и помага на Хавиер Савиола при отбелязването на единствения гол, чрез който Аржентина печели първата си победа под новото (второ) ръководство на Базиле.
През юни 2007 г., Санети е заместник-капитан на Аржентинския национален отбор за Копа Америка 2007, като преди това е участвал в изданията на турнира провели се през 1995 г., 1999 г. и 2004 г.
След оттеглянето на Аяла, Санети наследява капитанската лента. На 17 ноември 2007 г. срещу Боливия, той става играчът с най-много изиграни мачове в историята на Аржентиския национален отбор.
При назначаването на Диего Марадона за селекционер на Аржентина, Хавиер Санети продължава да бъде в състава, но е принуден да предаде капитанската лентата на Хавиер Масчерано, по настояване на треньора. Въпреки че сезон 2009 – 10 е паметен за Санети, който показва истинска класа, както в италианското първенство, така и в шампионската лига, като печели „златен требъл“ с отбора на Интер, непонятно за много специалисти в Южна Америка и Европа, Санети и съотборника му в Интер Естебан Камбиасо не получават повиквателна за предстоящия Мондиал. На негово място е повикан Николас Отаменди, който започва титуляр в мача на четвъртфиналите срещу Германия, но след разочароващо представяне и резултат 2 – 0 за Германия, той е заменен. Последствие Аржентина отпада от турнира с резултат 4 – 0.

## Статистика

### Клубна кариера
| Клуб              | Сезон             | Шампионат | Шампионат | Купа   | Купа   | Континетални турнири1 | Континетални турнири1 | Други турнири2 | Други турнири2 | Общо   | Общо   |
| Клуб              | Сезон             | Мачове    | Голове    | Мачове | Голове | Мачове                | Голове                | Мачове         | Голове         | Мачове | Голове |
| ----------------- | ----------------- | --------- | --------- | ------ | ------ | --------------------- | --------------------- | -------------- | -------------- | ------ | ------ |
| Талерес           | 1992 – 93         | 33        | 1         | —      | —      | —                     | —                     | —              | —              | 33     | 1      |
| Талерес           | Общо              | 33        | 1         | —      | —      | —                     | —                     | —              | —              | 33     | 1      |
| Банфилд           | 1993 – 94         | 37        | 1         | —      | —      | —                     | —                     | —              | —              | 37     | 1      |
| Банфилд           | 1994 – 95         | 29        | 3         | —      | —      | —                     | —                     | —              | —              | 29     | 3      |
| Банфилд           | Общо              | 66        | 4         | —      | —      | —                     | —                     | —              | —              | 66     | 4      |
| Интер             | 1995 – 96         | 32        | 2         | 5      | 0      | 2                     | 0                     | —              | —              | 39     | 2      |
| Интер             | 1996 – 97         | 33        | 3         | 5      | 1      | 12                    | 0                     | —              | —              | 50     | 4      |
| Интер             | 1997 – 98         | 28        | 0         | 4      | 0      | 9                     | 2                     | —              | —              | 41     | 2      |
| Интер             | 1998 – 99         | 34        | 3         | 5      | 0      | 9                     | 1                     | 2              | 0              | 50     | 4      |
| Интер             | 1999 – 00         | 34        | 1         | 8      | 1      | —                     | —                     | 1              | 0              | 43     | 2      |
| Интер             | 2000 – 01         | 29        | 0         | 1      | 0      | 4                     | 0                     | —              | —              | 34     | 0      |
| Интер             | 2001 – 02         | 33        | 0         | 1      | 1      | 10                    | 1                     | —              | —              | 44     | 2      |
| Интер             | 2002 – 03         | 34        | 1         | 1      | 0      | 18                    | 0                     | —              | —              | 53     | 1      |
| Интер             | 2003 – 04         | 34        | 0         | 5      | 0      | 12                    | 0                     | —              | —              | 51     | 0      |
| Интер             | 2004 – 05         | 35        | 0         | 3      | 0      | 11                    | 0                     | —              | —              | 49     | 0      |
| Интер             | 2005 – 06         | 25        | 0         | 5      | 0      | 8                     | 0                     | 1              | 0              | 39     | 0      |
| Интер             | 2006 – 07         | 37        | 1         | 4      | 0      | 8                     | 0                     | 1              | 0              | 50     | 1      |
| Интер             | 2007 – 08         | 38        | 1         | 4      | 0      | 8                     | 0                     | 1              | 0              | 51     | 1      |
| Интер             | 2008 – 09         | 38        | 0         | 4      | 0      | 8                     | 0                     | 1              | 0              | 51     | 0      |
| Интер             | 2009 – 10         | 37        | 0         | 4      | 0      | 13                    | 0                     | 1              | 0              | 55     | 0      |
| Интер             | 2010 – 11         | 35        | 0         | 5      | 0      | 8                     | 1                     | 4              | 1              | 52     | 2      |
| Интер             | 2011 – 12         | 34        | 0         | 2      | 0      | 8                     | 0                     | 1              | 0              | 45     | 0      |
| Интер             | 2012 – 13         | 33        | 0         | 4      | 0      | 11                    | 0                     | 0              | 0              | 48     | 0      |
| Интер             | 2013 – 14         | 11        | 0         | 1      | 0      | 0                     | 0                     | 0              | 0              | 12     | 0      |
| Интер             | Общо              | 614       | 12        | 71     | 3      | 159                   | 5                     | 13             | 1              | 857    | 21     |
| Общо за кариерата | Общо за кариерата | 713       | 17        | 71     | 3      | 159                   | 5                     | 13             | 1              | 956    | 26     |

1Континентални турнири включват Шампионска лига и Купа на УЕФА

2Други турнири включват Серия А плей-офи, Суперкупа на Италия, Суперкупа на Европа и Световно клубно първенство

### Национален отбор
| Аржентина | Аржентина | Аржентина |
| Година    | Мачове    | Голове    |
| --------- | --------- | --------- |
| 1994      | 3         | 0         |
| 1995      | 15        | 1         |
| 1996      | 6         | 0         |
| 1997      | 4         | 0         |
| 1998      | 9         | 2         |
| 1999      | 11        | 0         |
| 2000      | 7         | 0         |
| 2001      | 9         | 0         |
| 2002      | 6         | 0         |
| 2003      | 8         | 1         |
| 2004      | 14        | 1         |
| 2005      | 10        | 0         |
| 2006      | 0         | 0         |
| 2007      | 15        | 0         |
| 2008      | 11        | 0         |
| 2009      | 8         | 0         |
| 2010      | 2         | 0         |
| 2011      | 7         | 0         |
| Общо      | 145       | 5         |

## Отличия

### Интер
- Шампионска лига – 1 (2010)
- Купа на УЕФА – 1 (1998)
- Световно клубно първенство – 1 (2010)
- Серия А – 5 (2006, 2007, 2008, 2009, 2010)
- Купа на Италия – 4 (2005, 2006, 2010, 2011)
- Суперкупа на Италия – 4 (2005, 2006, 2008, 2010)

### Национален отбор
- Олимпийски игри – сребро (1996)

### Индивидуални
- Най-добър играч на Интер (Pirata d'oro, б.п. „Пиратското злато“) – 1 (1996)
- „Джузепе Приско“ награда за спортна лоялност, коректност и симпатия.
- ФИФА 100

### Рекорди
- Най-много мачове с екипа на Интер във всички турнири – 857
- Най-много мачове с екипа на Интер в Серия А – 614
- Най-много мачове с екипа на Интер в Международните турнири – 162
- Най-много мачове с екипа на Интер в Европейските турнири – 160
- Най-много мачове с екипа на Интер във Шампионската лига – 106

## Личен живот
През 1992 г., едва на деветнадесет годишна възраст, Санети среща Паула, която става негова съпруга седем години по-късно. Днес, Паула Санети, дъщеря на университетски преподавател, се отдава на фотографията и то с добър успех. Обича да 'обезсмъртява' Хавиер от страничната линия при домакинските мачове на Интер.
На 11 юни 2005 г., Паула ражда момиченце – Зол Санети. Капитанът на Интер коментира: „Много съм радостен, че това момиченце се появи в моя живот. Беше страхотно преживяване. Дъщеря ми ще получи всичкото щастие, което заслужава.“
По-големият брат на Санети – Серхио е бивш футболист (защитник).
Санети живее близо до езерото Комо, където държи и ресторант на име „El Gaucho“.

## Благотворителна дейност
През 2005 г. кметството на Милано награждава Санети с „Ambrogino d'Oro“ за неговата социална дейност.
Санети е също така и посланик на ФИФА за проекта SOS Children's Villages в Аржентина.
| Капитани на ФК Интер | Капитани на ФК Интер      | Капитани на ФК Интер |
| -------------------- | ------------------------- | -------------------- |
| Предшественик        | Период                    | Наследник            |
| Джузепе Бергоми      | Хавиер Санети 1999 – 2014 | Андреа Ранокия       |